# Зюзин, Игорь Владимирович
И́горь Влади́мирович Зю́зин (род. 29 мая 1960, Кимовск, Тульская область) — российский предприниматель, председатель совета директоров и крупнейший акционер горно-металлургического холдинга «Мечел». Обладая личным состоянием 8,9 млрд долларов, в 2011 году занял 16 место в списке 200 богатейших бизнесменов России (по версии журнала Forbes). В конце 2013 года из-за рекордного падения курса акций «Мечел» потерял большую часть своего состояния. В декабре 2019 года Зюзин получил третье место в рейтинге российских бизнесменов по версии Forbes, состояние которых за прошедшее десятилетие уменьшилось больше всего. По данным издания, его состояние упало с $6,4 млрд до менее $0,5 млрд (потери более $5,9 млрд).

## Биография
Игорь Владимирович Зюзин родился 29 мая 1960 года в г. Кимовске Тульской области. В 1982 году окончил с отличием Тульский политехнический институт по специальности «горный инженер». В 1985 году окончил аспирантуру того же института. В 1992 году заочно окончил с отличием Кузбасский политехнический институт (г. Кемерово) по специальности «горный инженер-экономист». Кандидат технических наук (1986).
С 1987 начал работать на шахте «Распадская» (Кемеровская область). Работу начал с должности горного мастера, с 1989 — начальник участка, и. о. главного технолога. После несчастного случая он получил инвалидность и перешел работать в проектное бюро. Во время шахтерских выступлений смог стать посредником между властями и бастующими рабочими. Это стало причиной того, что с 1990 года Зюзин стал заместителем директора по коммерции и внешнеэкономической деятельности.
В октябре 1993 года стал директором ОАО Центральная обогатительная фабрика (ЦОФ) «Кузбасская», где проработал 4 года. В 1997—1999 — председатель Совета директоров ОАО «Междуреченскуголь». С мая 1999 — председатель Совета директоров ОАО «Южный Кузбасс». Как руководитель ОАО «Южный Кузбасс» в 2000 году вошёл в члены Совета по предпринимательству при председателе Правительства РФ Михаиле Касьянове.
С июня 2001 стал членом Совета директоров ОАО «Мечел» (Челябинский металлургический комбинат), в 2003 году создал группу компаний «Мечел».
- С января 2004 — председатель Совета директоров ОАО «Стальная группа „Мечел“».
- С декабря 2006 по июль 2010 — генеральный директор ОАО «Мечел».
- С июля 2010 — председатель Совета директоров «Мечела».

## Предпринимательская деятельность
Зюзин занимается бизнесом с начала 1990-х. В 1994 году он организовал компанию «Углемет», которая получила крупные квоты на продажу угля. Зюзин и его партнер Владимир Йорих торговали кузбасским углем, а затем начали скупать акции угольных предприятий. Йорих занимался финансами и сбытом, Зюзин — остальными вопросами. В конце 1990-х они купили «Южный Кузбасс», «Междуреченскуголь» и ряд других компаний.
В 2001 году они купили контрольный пакет ОАО «Мечел» за 133 млн долларов и продолжили покупку металлургических заводов. В 2004 году усилиями Йориха акции «Мечела» были выведены на биржу, у Зюзина и Йориха осталось по 42,97 % акций компании, состояние каждого оценивалось в 1,1 млрд долларов. К концу 2006 года Йорих вышел из состава акционеров, большую часть акций приобрел Зюзин, взяв для этого миллиард долларов в кредит у банков. В феврале 2007 в сообщении «Мечела» для американской Комиссии по рынку ценных бумаг было сказано, что Зюзин является бенефициаром 68,2 % акций компании.
После получения контрольного пакета «Мечела» Зюзин начал агрессивную скупку активов в долг. Так в 2007 году на покупку активов было потрачено 2,47 млрд, а в 2008 — 2,8 млрд долларов. В это время цены на продукцию и акции «Мечела» росли в цене. Зюзин покупал активы даже тогда, когда просил банкиров реструктуризировать долги в 2009 году. Эта рискованная стратегия, по мнению экспертов, привела компанию к концу 2013 года на грань финансового краха.

### Скандал с критикой Путина
24 июля 2008 года на совещании по развитию чёрной металлургии не присутствовавший по болезни Зюзин за высокие цены на сырьё для металлургов был подвергнут жёсткой критике со стороны председателя Правительства РФ В. В. Путина в связи с занижением экспортных цен вдвое по сравнению с внутренними. Путин пообещал послать к приболевшему Зюзину «докторов» в виде Антимонопольной службы и следователей. По оценке журнала Forbes, Зюзин тогда получил «удар чудовищной силы». Ряд деловых изданий утверждали, что слова Путина в адрес Зюзина вызвали панику на российском фондовом рынке и спровоцировали обвал котировок акций, от которого биржи оправились спустя годы.
Тем не менее, компания «Мечел» выжила благодаря внешней поддержке. Поскольку кризис в «Мечеле» начался на несколько месяцев раньше общемирового финансового кризиса, Зюзину удалось получить поддержку по рефинансированию кредитов, выданными западными банками. В июне 2010 года Путин сказал, что после критики в свой адрес Зюзин «всё сделал и ведёт себя корректно по отношению к потребителям и законодательству».

### Потеря большей части капитала
После критики со стороны Путина Зюзин предпринял ряд шагов для улучшения своего имиджа в глазах чиновников. Так, в 2009 году он принял участие в проекте по спасению Златоустовского металлургического завода, оказавшегося в тяжёлом состоянии. Однако проект, представленный как «пример высокой социальной ответственности» оказался провальным и в конце 2013 года подконтрольные Зюзину структуры начали процедуру банкротства завода. За это Зюзин был подвергнут критике рядом российских СМИ.
В июне 2009 года стало известно, что больше половины пакета акций Зюзина в группе «Мечел» — 37,9 % акций из 66 % — находится в залоге по банковским кредитам. В дальнейшем долги «Мечела» резко нарастали. За девять месяцев 2012 года чистый долг компании составил 9,1 млрд долларов. К концу 2013 года после рекордного падения курса акций Зюзин потерял большую часть своего состояния. Forbes назвал это событие «фиаско года» — по оценкам журнала состояние Зюзина на 3 декабря не превышало 300 млн долларов — 2 процента от максимальной величины. На конец ноября 2013 года в залоге у банков было 88 % от всего пакета акций Зюзина в «Мечеле».

### Санкции
22 февраля 2024 года, из-за российского вторжения в Украину, Зюзин включён в санкционный список Великобритании как председатель совета директоров компании «Мечел». 24 февраля 2025 года внесён в санкционный список всех стран Евросоюза.

## Рейтинги
В рейтинге высших руководителей 2010 года газеты «Коммерсантъ» занял 5 место в номинации «Металлургия». Обладая личным состоянием 8,9 млрд долларов, в 2011 году занял 16 место в списке 200 богатейших бизнесменов России (по версии журнала Forbes). По итогам потери капитала в 2013 году выбыл из первой сотни рейтинга Forbes.

## Личная жизнь
Игорь Зюзин женат и у него двое детей.
В публикациях журнала Forbes Зюзин оценивается как человек тяжёлого характера, крайнего упрямства и неумения договариваться, из-за чего у него много недоброжелателей. Журнал пишет также, что Зюзин за всю свою жизнь не дал ни одного интервью.

## Награды
- Почётная грамота Президента Российской Федерации (21 августа 2017 года) — За большой вклад в развитие угольной отрасли и многолетнюю добросовестную работу[25].
- Благодарность Президента Российской Федерации (30 мая 2012 года) — за достигнутые трудовые успехи и многолетнюю добросовестную работу[26]